# 고령중학교
고령중학교(高靈中學校)는 대한민국 경상북도 고령군 대가야읍 쾌빈리에 있는 공립 중학교이다.

## 학교 연혁
- 1947년 8월 9일 : 고령중학교 설립인가(6학급)
- 1947년 9월 1일 : 초대 이인 교장 취임
- 1947년 11월 8일 : 고령중학교 개교
- 1958년 4월 1일 : 고령중, 고령농업고등학교 병합
- 1964년 3월 1일 : 고령중학교, 고령여자중학교 분리
- 1966년 12월 13일 : 고령중학교 성산분교 설립인가(3학급)
- 1969년 3월 1일 : 경상북도교육청 시청각 연구학교 지정
- 1982년 3월 3일 : 고령중학교 개진 분교 개교
- 1999년 5월 15일 : 중학교 교사 개축(24실)
- 2003년 8월 19일 : 다목적 강당, 가얏골 도서관 개관
- 2010년 3월 1일 : 고령중학교, 고령여자중학교 통합 개교
- 2011년 8월 26일 : 별관(시청각실, 학교도서관) 준공
- 2012년 7월 9일 : 교과교실(과목집중형) 준공
- 2019년 3월 1일 : 소프트웨어(SW)교육 선도학교, STEA 선도학교
- 2020년 9월 1일 : 기술실 현대화 사업
- 2023년 9월 1일 : 제27대 김덕식 교장 취임
- 2024년 2월 1일 : 제74회 97명 졸업(총 졸업생 수 13,648명)
- 2024년 3월 4일 : 제77회 입학식(입학생 72명)

## 참고 자료
- 고령중학교 - 한국교육학술정보원 학교알리미